# Uranus (EP)
Uranus es el segundo EP de Shellac, una banda estadounidense de post-hardcore, noise rock y math rock. Fue lanzado unos días después que The Rude Gesture: A Pictorial History (el anterior EP de la banda), alrededor del 15 de octubre de 1993 aproximadamente, bajo Touch and Go Records. Se rumorea que este EP fue grabado al mismo tiempo que The Rude Gesture: A Pictorial History. El EP anterior listaba, en el cuadernillo de notas, los micrófonos usados; en Uranus se lista todo el equipo de grabación y masterización usado.

## Lista de canciones
1. "Doris"
2. "Wingwalker"

## Créditos
- Steve Albini - guitarra, voz
- Robert S. Weston IV - bajo, voz
- Todd Trainer - batería